# Vehicle Assembly Building

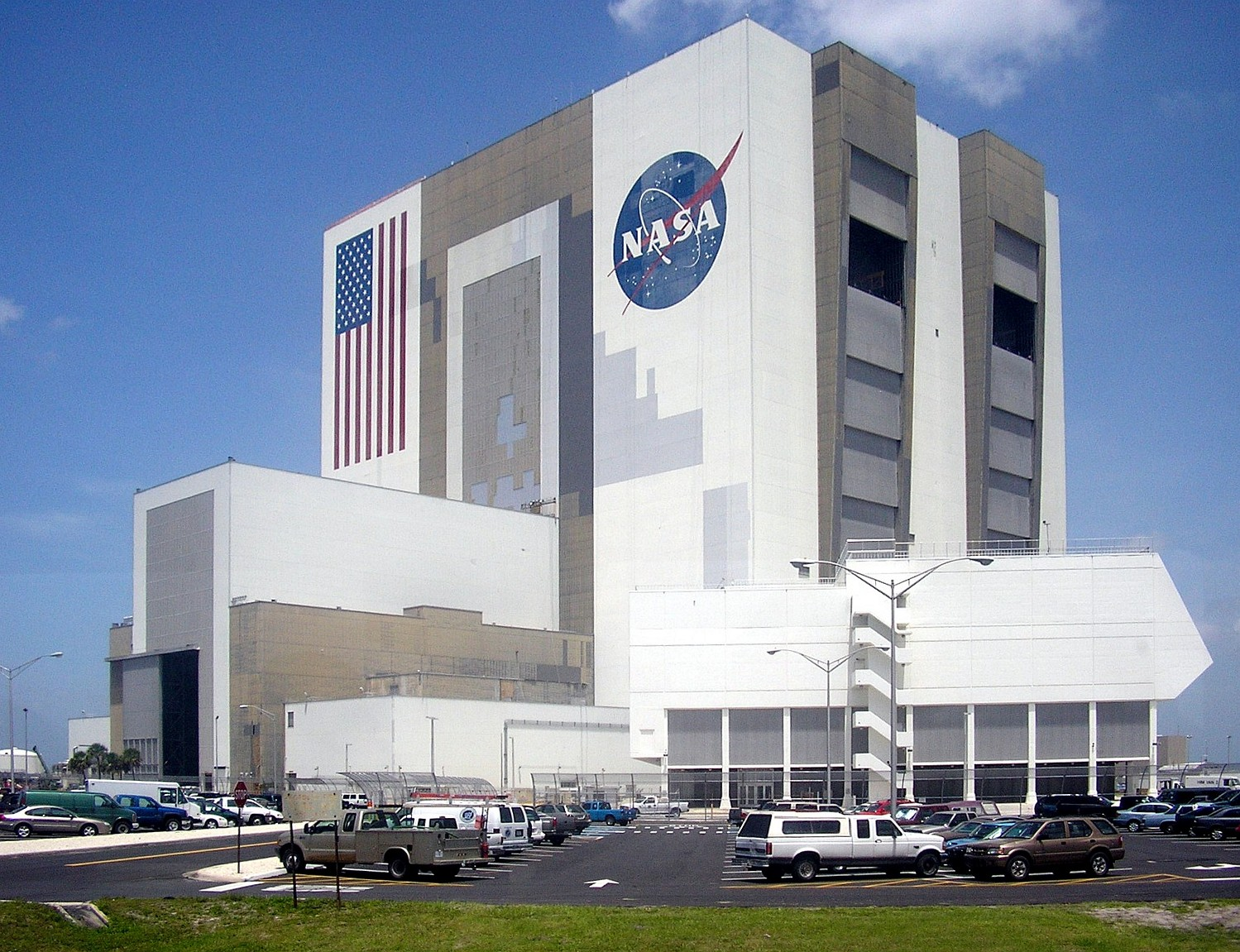
Links erkennt man die Low Bay Area und rechts die Seite des Startkontrollzentrums

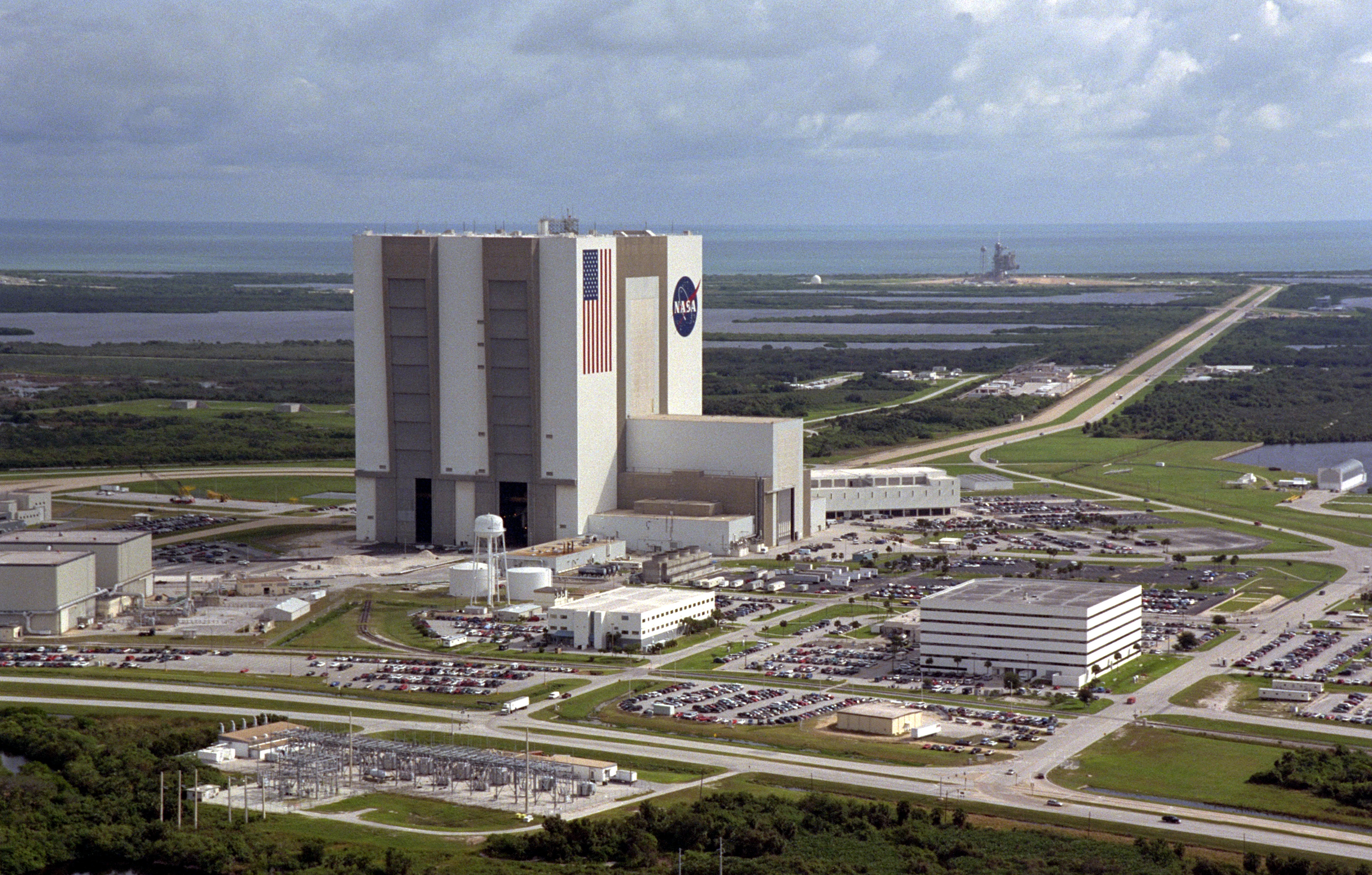
Das Vehicle Assembly Building. Im Hintergrund ist die Startrampe LC-39A zu erkennen

Das Vehicle Assembly Building (deutsch Fahrzeugmontagegebäude) ist eines der größten Bauwerke der Welt. Die Abkürzung VAB stand ursprünglich für Vertical Assembly Building, weil die Saturn-Raketen senkrecht zusammengebaut wurden. Später war es das Gebäude, in dem das Space Shuttle mit seinem Außentank und den Feststoffraketen verbunden und für den Start vorbereitet wurde. Es ist das Wahrzeichen des Kennedy Space Centers, hat eine Höhe von 160,3 Metern, ist 218,2 Meter lang und 157,9 Meter breit. Mit einem Rauminhalt von 3.664.883 Kubikmetern zählt das VAB zu den größten Hallenbauten der Erde und besitzt mit 139 Metern die höchsten Tore der Welt.

## Geschichte

### Apollo-Programm
Das VAB wurde für das Apollo-Programm als „Vertical Assembly Building“ konstruiert, um die rund 111 Meter hohen Saturn-V-Raketen aufrecht zusammensetzen zu können. Bei seiner Fertigstellung 1965 war es das größte Gebäude der Welt und das Herzstück des Startkomplexes 39.
Wegen der enormen Größe der Saturn V entschied die NASA, sie vertikal zusammenzubauen, um sie dann anschließend nicht noch aufrichten zu müssen. Deshalb musste das Montagegebäude so konzipiert werden, dass die gesamte Rakete inklusive ihrer Startplattform senkrecht stehend montiert werden konnte. Außerdem musste sie ausreichend gegen Wind und Regen geschützt werden, da bereits geringe Windgeschwindigkeiten die Fertigungsarbeiten behindern konnten, und auch ausreichend Schutz vor Wirbelstürmen geboten sein musste. Deswegen entschied man sich letztlich für ein geschlossenes Gebäude. Das VAB kann Windgeschwindigkeiten von bis zu 200 Kilometer pro Stunde widerstehen.
Entgegen ersten Entwürfen, die unter anderem vorsahen, die Fertigungszellen für die Saturn V nebeneinander zu bauen, wurde das VAB mit vier sogenannten High Bays würfelförmig angelegt. Jede Abteilung verfügt über ein eigenes Tor – zwei gehen nach Westen auf und zwei in Richtung Küste, nach Osten. Diese High Bay Area ist auf einer Grundfläche von 157,9 Meter Breite und 134,7 Meter Länge errichtet. Unterhalb des Daches fahren zwei Brückenkräne, von denen jeder zwei Zellen bedienen und Lasten bis zu jeweils 227 Tonnen auf eine Höhe von 140,8 Meter heben kann. Insgesamt verfügt das VAB über 71 Kräne unterschiedlicher Kapazität. In jeder Ecke einer High Bay befindet sich ein Aufzug, mit dem die Techniker die verschiedenen Arbeitsbühnen erreichen können. Das VAB hatte Platz für den Zusammenbau von drei Saturn-V-Raketen, eine Zelle wurde für andere Aufgaben freigehalten.

### Space-Shuttle-Ära

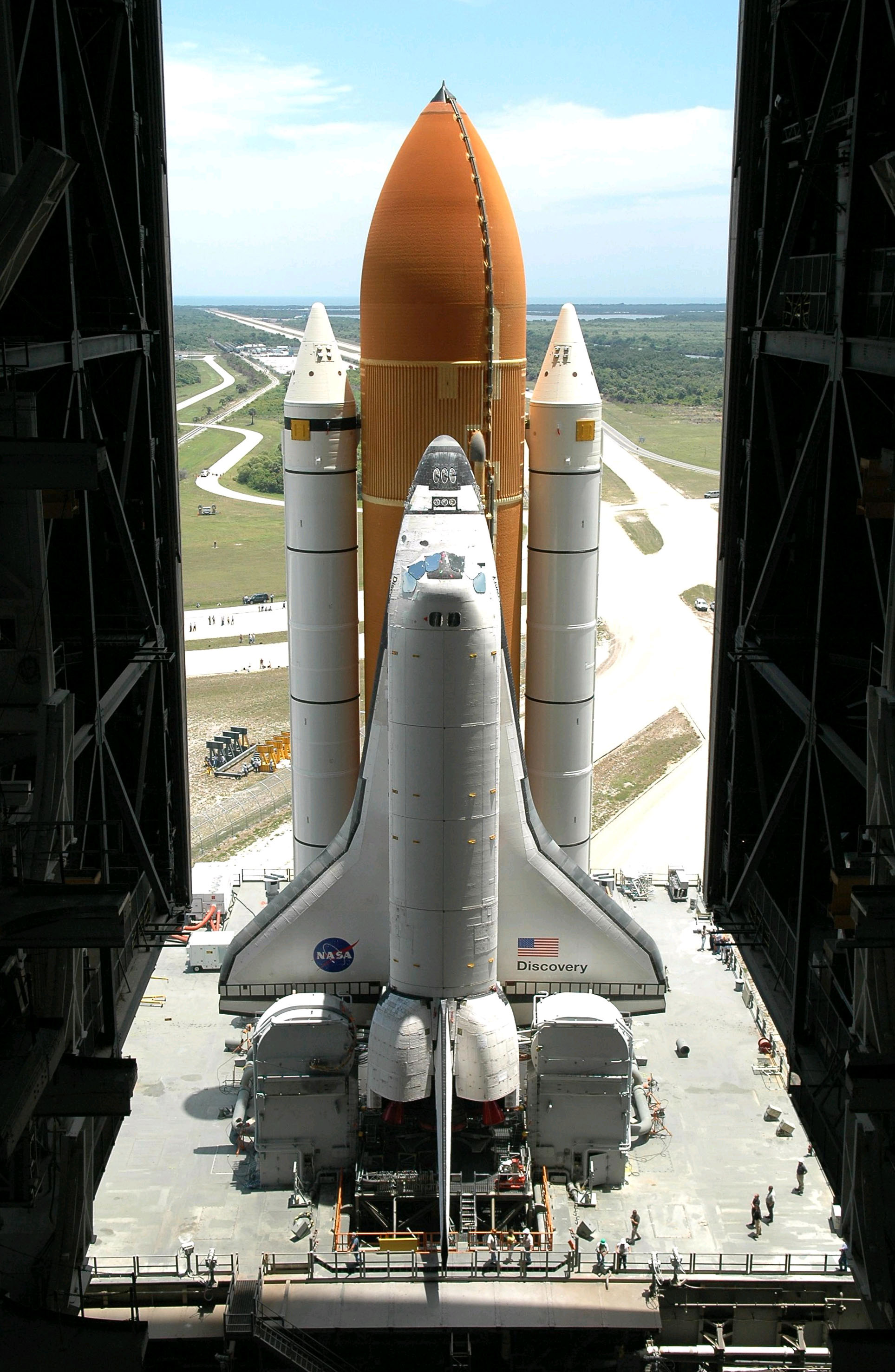
Die Discovery kurz vor dem Verlassen des VAB

Nach dem Ende der Mondflüge erhielt das VAB mit „Vehicle Assembly Building“ eine etwas andere Bezeichnung und wurde für die Verwendung für das Shuttle-Programm modifiziert. Für die maximalen Ausmaße des Shuttles waren die Parameter der Hallen, vor allem die Breite ihrer Tore, Vorgaben. Bis zum Ende des Space-Shuttle-Programms wurden die beiden westlichen Zellen (High Bays 2 und 4) für den Zusammenbau der Feststoffraketen und die Abschlusstests des Außentanks verwendet. In den östlich gelegenen Bays 1 und 3 konnten zwei Orbiter gleichzeitig mit Tank und Boostern verbunden und auf einer MLP-Startplattform (Mobile Launcher Platform) für das Hinausrollen zur Rampe vorbereitet werden.
Damit die 41 Meter breiten MLPs durch die vier VAB-Tore passten, hatten diese die Form eines auf dem Kopf stehenden Ts. Das 46,3 Meter breite untere Tor besteht aus vier horizontal verlaufenden Einzeltüren und hat eine Höhe von 34,7 Metern. Die obere Toröffnung ist 23,2 Meter breit und 104,2 Meter hoch, die durch sieben einzeln steuerbare Vertikalpaneele mit jeweils 80 Zentimeter Tiefe verschlossen wird. Insgesamt sind die Tore 139 Meter hoch, bestehen aus mit geripptem Aluminium überzogenen Baustahl und haben ein Gesamtgewicht von 888 t. Bei einer Saturn-V-Rakete mitsamt Plattform waren nach oben noch 1,80 Meter Platz. Das Space Shuttle ist zwar nur halb so hoch, mit den Feststoffraketen aber breiter, sodass auf den Seiten nur jeweils 30 Zentimeter Platz bleibt. Das Öffnen der horizontalen Tore dauert etwa 10 Minuten und das Öffnen der vertikalen Tore zusätzlich 35 Minuten. Ausgelegt wurden sie für eine Betriebszeit von maximal 20 Jahren und 5.000 Benutzungen, funktionieren aber nach 40 Jahren noch immer ohne größere Reparaturen. 2003 wurde mit einer sechs Jahre lang dauernden Wartung begonnen.
Der südliche Anbau des VAB wird Low Bay Area genannt, ist 83,5 Meter lang und 134,7 Meter breit. In der Mitte befindet sich das 64 Meter hohe und 67 Meter breite Zentralgebäude, das von zwei Flachbauten flankiert wird. Zur Apollo-Zeit war die Low Bay Area in acht Zellen unterteilt, in denen die zweite und dritte Stufe der Saturn V vorbereitet wurden. Später wurden dort die Haupttriebwerke des Shuttles gelagert und gewartet.
Durch die Höhe des Gebäudes konnten sich in der Anfangszeit Wolken unter der Decke bilden, die zu Niederschlägen führten. Um dies zu verhindern, wurden in das Dach 125 leistungsstarke Ventilatoren eingebaut. Daneben wurde zur Regelung von Feuchtigkeit und Temperatur eine 9.070-Tonnen-Klimaanlage installiert, die stündlich die gesamte Luft der High Bay Area einmal umwälzt.
Zu den Feierlichkeiten des 200. Jahrestages der Unabhängigkeit der Vereinigten Staaten im Juli 1976 wurde die linke Südwand des „Würfels“ mit einer überdimensionalen US-Flagge versehen. In Zusammenarbeit mit dem Amt für Heraldik (Institute of Heraldry) im Verteidigungsministerium entstand mit 63,7 Meter Höhe und 33,5 Meter Breite die größte Darstellung einer Landesflagge der Vereinigten Staaten. Jeder der roten und weißen Streifen ist 2,6 Meter breit und jeder Stern hat einen Durchmesser von 1,8 Meter. Die rechte Seite wurde durch das sternförmige, 33,5 Meter große „Bicentennial Emblem“ verziert. Dieses wurde zum 40-jährigen Bestehen der US-Raumfahrtbehörde im Oktober 1998 durch das blaue NASA-Logo ersetzt, das 40,2 Meter breit und 33,5 Meter hoch ist.

### Nutzung seit 2011
Nach dem Ende des Space-Shuttle-Programms 2011 wurde das VAB erneut umgebaut, damit in der High Bay 3 das Space Launch System zusammengebaut werden kann. Das Gebäude wurde umfangreich modernisiert, die alten Plattformen für das Space Shuttle wurden ausgebaut, zehn neue Plattformen sollten eingebaut werden.

## Konstruktion
Das VAB besteht aus einem Stahlskelett, das auf 100.800 Quadratmetern mit 1,8 m × 4,2 m großen Aluminiumplatten verkleidet ist. Ein kleiner Teil (6.503 Quadratmeter, das sind sechs Prozent) der Außenhaut wurde mit lichtdurchlässigen Kunststoffpaneelen versehen. 
Probebohrungen hatten ergeben, dass der Baugrund bis zu einer Tiefe von rund 35 Metern aus Sand besteht. Es folgt eine ein Meter dicke Kalksteinschicht und danach, bis zu einer Tiefe von etwa 50 Metern, felsiges Gestein. Damit das Gebäude nicht im sandigen Boden versinkt, wurden zwischen Januar und Dezember 1964 4.225 Stahlpfähle mit einem Durchmesser von 40 Zentimetern und einer Wandstärke von 1 cm bis zu 49 Meter tief in den Untergrund gerammt, die das gesamte VAB tragen. Anschließend wurden die Rohre mit Sand gefüllt und mit einem Betondeckel versehen.
Das Konstruktionsteam von Roberts & Schaefer um den Bauingenieur Anton Tedesko, der bereits den Startkomplex 36 entworfen hatte, fertigte 2.500 Entwurfszeichnungen des VAB an. Die ersten Planierungsarbeiten des Strandbodens begannen im November 1962. Für den Bau wurden 89.421 Tonnen Stahl und 49.696 Kubikmeter Beton verarbeitet. Richtfest wurde im Juni 1965 gefeiert.